# Carola Hornig

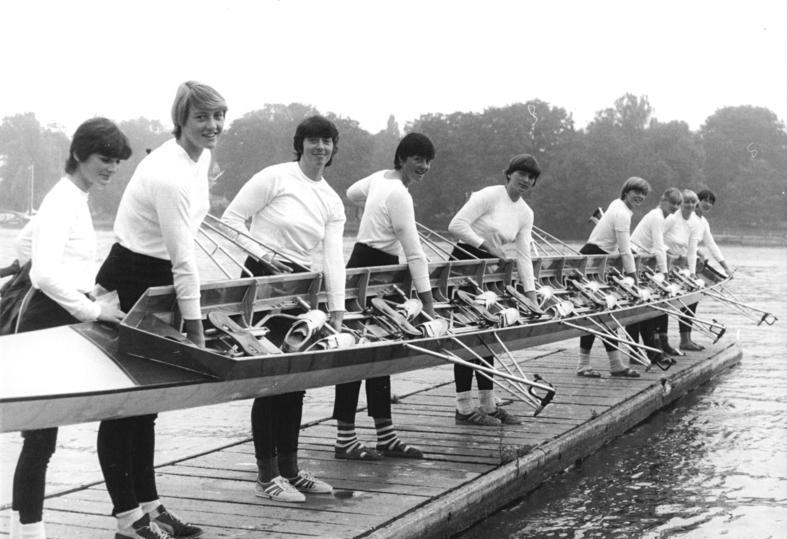
Der DDR-Achter von 1982, Carola Hornig ist die fünfte von rechts.

Carola Hornig (* 30. April 1962 in Staffelde, heute Ortsteil von Stendal, als Carola Miseler) ist eine ehemalige Ruderin aus der Deutschen Demokratischen Republik. 1988 gelang ihr im Vierer mit Steuerfrau der Olympiasieg.
Carola Miseler vom SC Berlin-Grünau siegte 1979 bei den Junioren-Weltmeisterschaften im Vierer. 1982 trat sie erstmals bei den Ruder-Weltmeisterschaften in der Erwachsenenklasse und belegte mit dem Achter den dritten Platz. Im Jahr darauf stieg sie gemeinsam mit Iris Rudolph, Claudia Noack und Sigrid Anders aus dem Achter in den Vierer, zusammen mit Steuerfrau Carola Richter gewann das Boot den Titel bei den Weltmeisterschaften in Duisburg. 1984 siegte sie bei den DDR-Meisterschaften sowohl im Vierer als auch im Achter, an den Olympischen Spielen in Los Angeles konnte sie wegen des Olympiaboykotts nicht teilnehmen.
Ab 1985 startete sie nach ihrer Heirat als Carola Hornig. Sowohl 1985 als auch 1986 gewann sie bei den Weltmeisterschaften Silber im Achter. 1987 saß sie im neugebildeten Vierer mit Steuerfrau, der aus Berliner und Leipziger Ruderinnen zusammengesetzt wurde. Birte Siech, Martina Walther, Gerlinde Doberschütz, Carola Hornig und Steuerfrau Sylvia Müller erkämpften bei den Weltmeisterschaften 1987 in Kopenhagen die Silbermedaille hinter dem rumänischen Boot. Bei den Olympischen Spielen 1988 in Seoul gewannen die fünf Ruderinnen Gold vor den Booten aus China und Rumänien.
Neben ihrer olympischen Goldmedaille und ihren fünf Weltmeisterschaftsmedaillen gewann Carola Hornig von 1983 bis 1988 sieben DDR-Meistertitel. Für ihren Olympiasieg 1988 wurde sie mit dem Vaterländischen Verdienstorden in Gold ausgezeichnet. Diesen Orden hatte sie auch schon 1984 erhalten. 1986 wurde sie mit dem Stern der Völkerfreundschaft in Silber geehrt.